# 比利亚曼塔
比利亚曼塔，是西班牙马德里自治区的一个市镇。总面积63平方公里，总人口1846人（2001年），人口密度29人/平方公里。